# Płaskowzgórze Warszewskie
Płaskowzgórze Warszewskie – część Wzgórz Warszewskich. Równinny, falisty i w większości bezleśny teren w północnej części Szczecina o wysokościach dochodzących do ok. 120 m n.p.m. Nazwa od zajmującego centralną część szczecińskiego osiedla Warszewo.

## Charakterystyka
Silny kontrast krajobrazowy z położonymi znacznie niżej Doliną Dolnej Odry czy Doliną Niemierzyńską. Wierzchołki płaskich, wydłużonych i  zwykle bezimiennych wzgórz stanowią dobre punkty i ciągi widokowe m.in. w kierunku Wzgórz Bukowych i Wału Stobniańskiego. Obszar odwadniany jest przez potoki płynące często w głębokich dolinach, np: Gręziniec, Bystry Rów czy Warszewiec. W północnej części znajduje się Zespół przyrodniczo-krajobrazowy "Wodozbiór". 

## Turystyka
Urozmaicony krajobraz i bliskość Puszczy Wkrzańskiej sprawia, że obszar jest popularnym miejscem weekendowego wypoczynku oraz uprawiania turystyki pieszej i rowerowej dla mieszkańców Szczecina.
- Szlak Warszewski
- Szlak Gocławski
- Ścieżka edukacyjna Warszewo-Podbórz-Wodozbiór-Warszewo